# Demba Bamba
Demba Bamba (Saint-Denis, 17 marzo 1998) è un rugbista a 15 francese, che gioca come pilone nel Racing 92 militante in Top 14.

## Biografia
Bamba nacque a Saint-Denis da genitori mauritani. Prima di intraprendere l'attività rugbistica, praticò il judo e la pallamano. Iniziò a giocare a rugby a quattordici anni nella squadra locale del US Saint-Denis e nel 2014, dopo solo due anni, si trasferì nelle giovanili del Brive. 
Bamba debuttò nel rugby professionistico con la squadra limosina giocando l'incontro con il Connacht durante la Challenge Cup 2017-2018; nello stesso periodo (dicembre 2017) esordì anche nel Top 14. A seguito della retrocessione del Brive la stessa stagione, firmò un contratto con il Lione che prevedeva la sua permanenza in prestito annuale nella squadra di origine. Disputò, quindi, il campionato di Pro D2 2018-2019 con il Brive ottenendo anche la promozione in prima divisione. L'annata successiva fece ritorno al Lione, club nel quale giocò per cinque stagioni conquistando la Challenge Cup 2021-2022. Nell'agosto 2023 fu reso ufficiale il suo trasferimento al Racing 92, con cui firmò un contratto quadriennale valido a partire dall'annata 2024-2025
A livello internazionale, Bamba fece parte della nazionale francese under-20 per tutto il 2018, vincendo sia il Sei Nazioni che il mondiale di categoria. Nel novembre dello stesso anno, Jacques Brunel lo convocò nella Francia in occasione dei test-match autunnali e lo fece debuttare nell'ultimo contro Figi; a vent'anni di età Bamba fu uno dei piloni più giovani di sempre ad esordire in nazionale. Successivamente scese in campo in tutte le sfide del Sei Nazioni 2019. Nel settembre 2019 fu incluso nella squadra francese selezionata per la Coppa del Mondo di rugby 2019. La sua esperienza nel torneo iridato fu, tuttavia, molto breve in quanto dovette abbandonare la competizione dopo la prima partita contro l'Argentina a causa di un infortunio muscolare. L'annata seguente, il nuovo commissario tecnico Fabien Galthié lo chiamò per il Sei Nazioni 2020, durante il quale disputò cinque incontri partendo sempre dalla panchina. Dopo aver mancato il torneo dell'anno successivo, tornò in occasione dei test-match del giugno 2021, dove fu sempre presente così come in quelli del novembre dello stesso anno. Disputò poi tre incontri del Sei Nazioni 2022, in cui la Francia ottenne il Grande Slam. Assente dalla nazionale per più di un anno, nel giugno 2023 fu incluso nel gruppo preliminare per la Coppa del Mondo di rugby 2023 e giocò la prima partita preparatoria contro la Scozia; non riuscì, infine, ad ottenere la convocazione per il torneo iridato. L'anno seguente prese parte al tour dei transalpini in Sudamerica dove scese in campo in tutte le partite.

## Palmarès
- Challenge Cup: 1
Lione: 2021-22
- Sei Nazioni: 1
Francia: 2022
- Campionato World Rugby under-20: 1
Francia under-20: 2018